# Kugelmugel

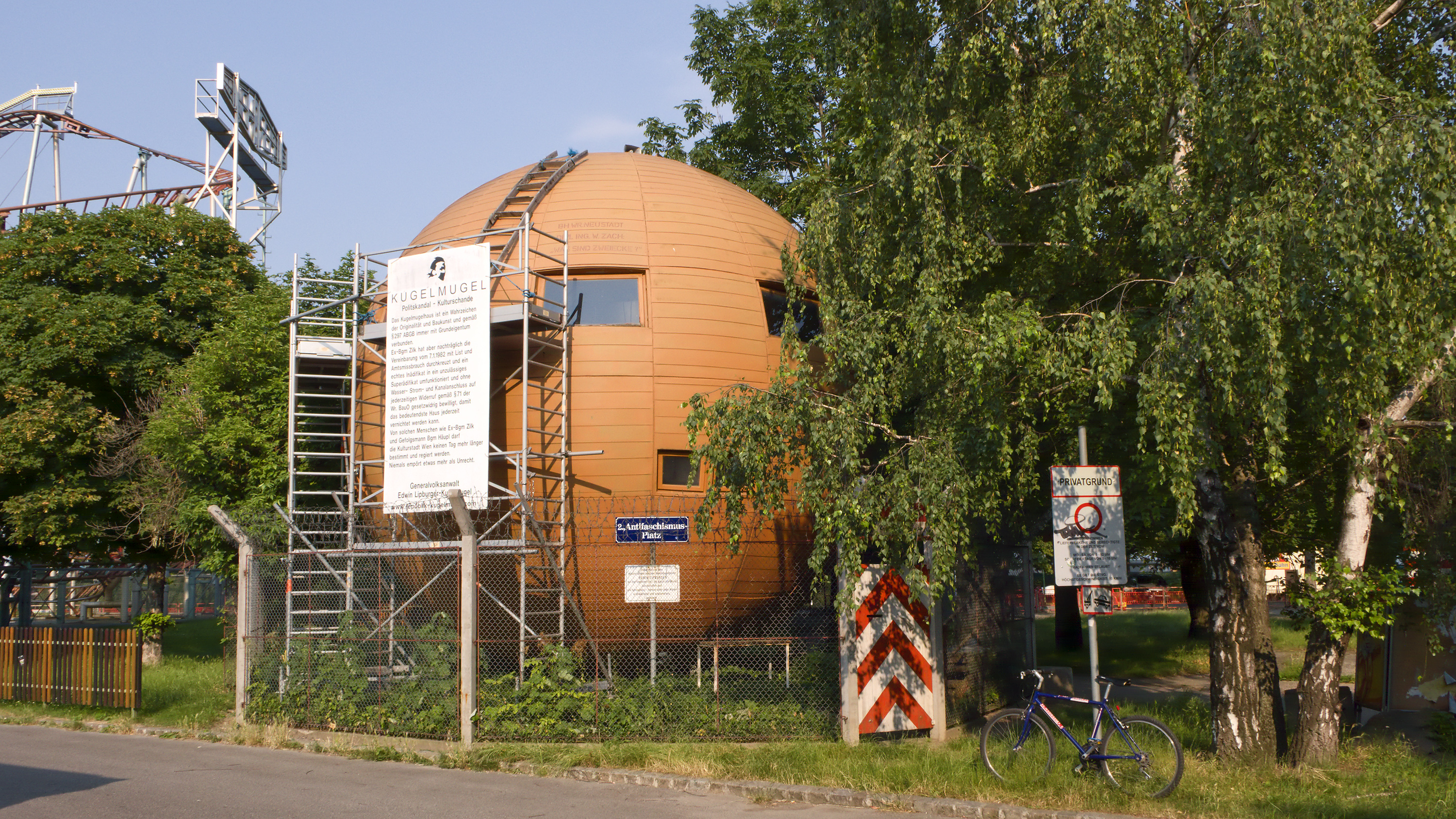
Die „Republik“ Kugelmugel (2010)

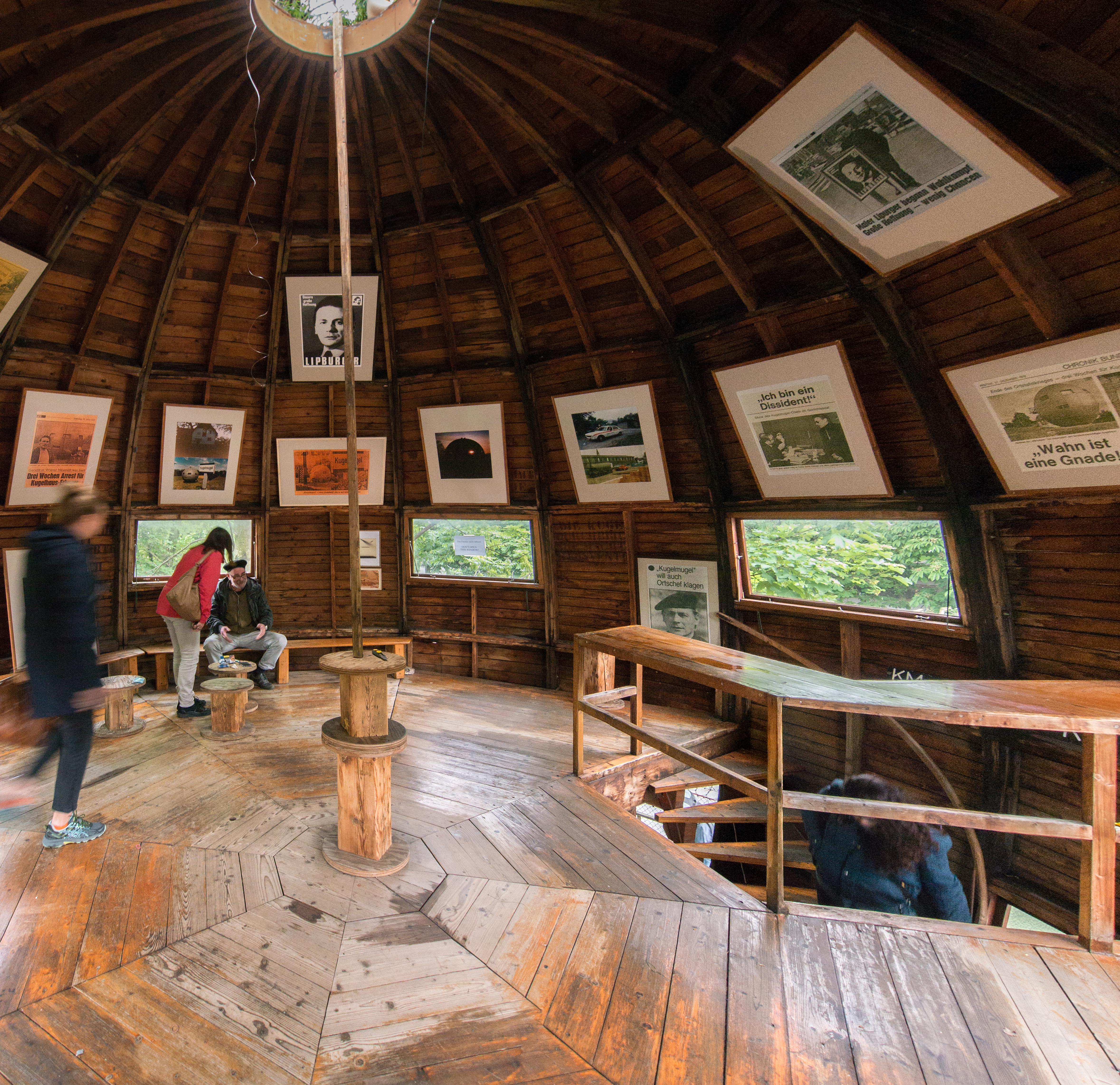
Der Innenraum der Sphäre, Dachluke im Zenit offen (2018)

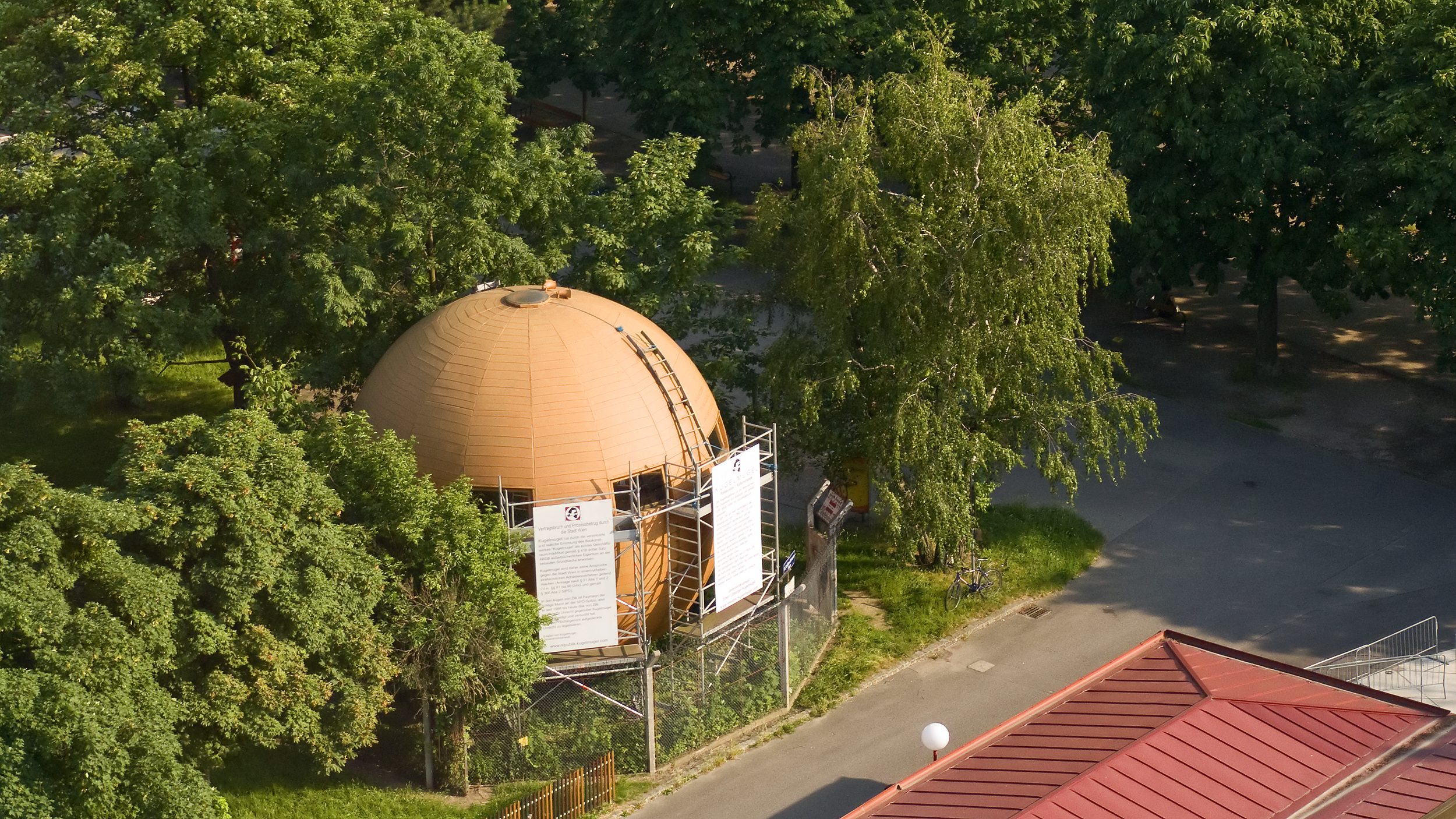
Kugelmugel, mit Baugerüsten und Leiter auf das Dach (von oben, 2010)

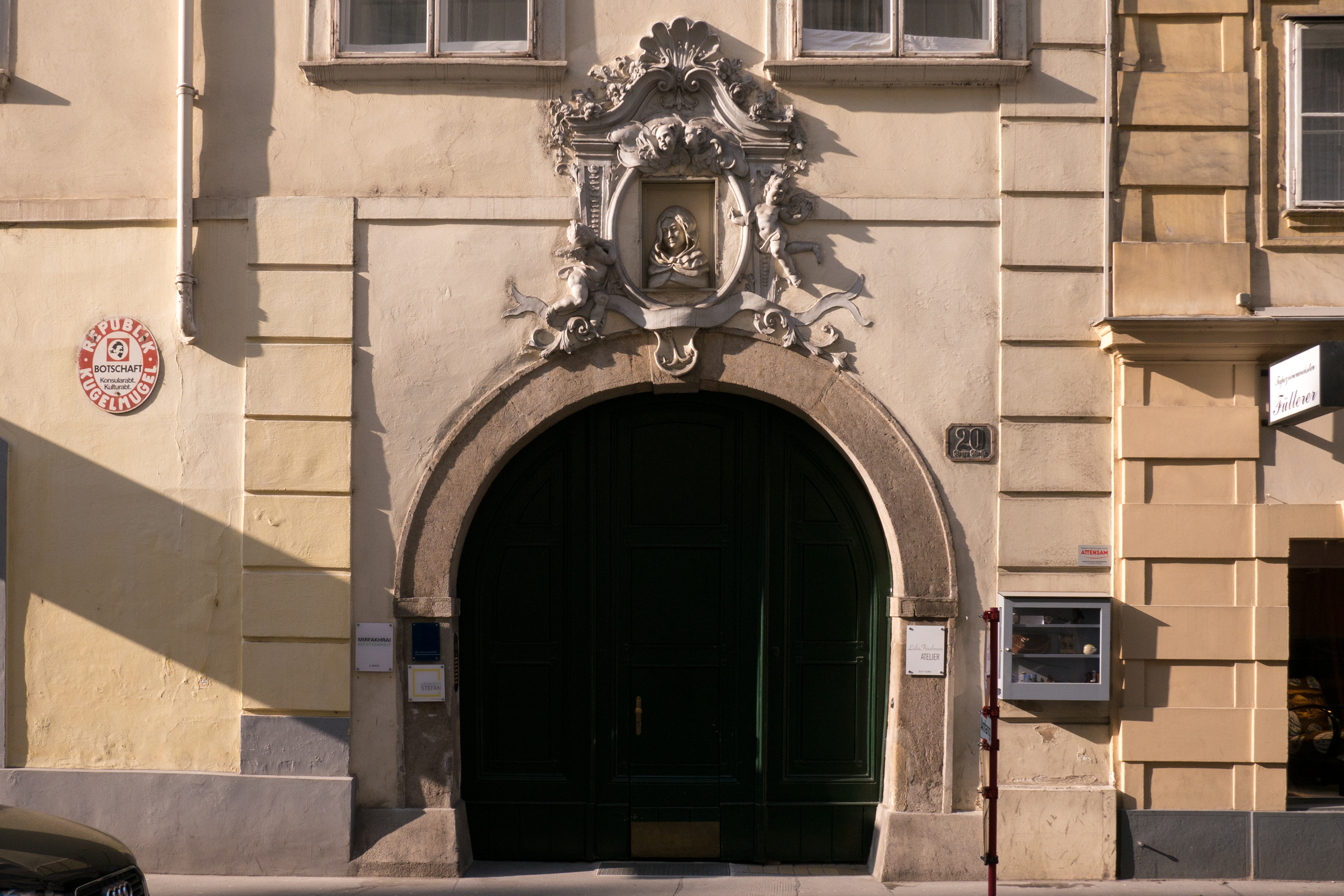
Botschaft Republik Kugelmugel Singerstraße 20, Anwaltskanzlei Ramin Mirfakhrai (2015)

Kugelmugel ist ein im Wiener Wurstelprater auf einem kleinen mit Stacheldraht umzäunten Stück Grund aufgestelltes Kugelhaus von 8 Meter Durchmesser, das vom Künstler Edwin Lipburger (* 1928 in Lauterach/Vorarlberg; † 8. Jänner 2015) geschaffen und 1982 hierher verlegt wurde, nachdem er es 11 Jahre davor ohne amtlichen Konsens in Niederösterreich errichtet hatte. Lipburger erklärte Kugelmugel zur eigenständigen Republik, das Gebäude kann als Mikronation betrachtet werden.

## Geschichte
1971 stellte Edwin Lipburger in Katzelsdorf bei Wiener Neustadt in Niederösterreich in der Nähe der Landesstraße 4091 ein Kugelhaus auf eine Wiese. Da keine Baugenehmigung vorlag, rechtfertigte sich Lipburger damit, dass seine „nur vorübergehend stabilisierte Kugel“ ein „positiv konstant gekrümmter, zweidimensionaler Raum und daher kein Begriff im Sinne der Niederösterreichischen Bauordnung“ bzw. ein „Konstruktionsmodell für eine 20 Meter dicke Kugel aus Stahlbeton“ sei. Außerdem stellte er gekrümmte Ortstafeln auf, die jedoch von der Gendarmerie beschlagnahmt wurden und einen Rechtsstreit auslösten, weshalb er vom Bezirksgericht Wiener Neustadt 1979 wegen Amtsanmaßung zu zehn Wochen Freiheitsstrafe verurteilt wurde, die auch verbüßt werden mussten. Bereits 1976 hatte „Revolutionsführer“ Lipburger die nicht offiziell anerkannte Republik Kugelmugel ausgerufen.
Anfang Juni 1982 wurde das Kugelhaus mit Unterstützung des damaligen Kulturstadtrats Helmut Zilk in den Wiener Prater in den jetzigen Ort hinter dem Planetarium Wien verlegt. Dieser Ort liegt an der Prater Hauptallee nahe der Vivariumstraße. Der mit Wiese bewachsene Platz von kaum 100 m² Fläche wurde vom Künstler mit einem offiziell wirkenden Straßenschild Antifaschismusplatz bezeichnet, welches Lipburger ebenso als Kunstobjekt bezeichnete. Die Straßenbezeichnung findet sich in keinem offiziellen Verzeichnis. Er ist im Wesentlichen regelmäßig 8-eckig eingezäunt. Die 9 etwa 2,60 m hohen Betonzaunsäulen tragen Maschendrahtzaun, von deren obersten Abschnitt knicken jedoch nach außen Spanndrähte und Stacheldraht. An einem Eck befindet sich der Eingang in Form einer Holztür, die mit rot-weißem Bakenmuster, wie es für Schildwachen üblich ist, lackiert ist.
Eine liegend-rechteckige Tafel mit waagrechten Streifen in weiß-rot-weiß, mittigem schwarz-weißem Signet eines Porträts und der Aufschrift „Republik Kugelmugel / Grenzübergang“ flaggt den „Staat“ über dieser mit Briefschlitz versehenen Zauntür aus. Kommunikation findet statt über Anschläge in einem Schaukasten mit A4-Papieren sowie zwei etwa 1,50 m × 3 m großen weißen Plakattafeln mit Text, die von 2 Alu-Baugerüsten in etwa 2,50 m Höhe über Grund gehalten werden. Die unter der Unterschrift „Generalvolksanwalt Edwin Lipburger-Kugelmugel“ angegebene Webadresse www.republik-kugelmugel.com führte zu einer eigenwilligen Selbstdarstellung, die heute noch im Webarchiv abrufbar ist. 2014 prangte am Pkw Lipburgers, abgestellt bei seiner Wohnung in Penzing, die Aufschrift „Staat im Staat. Kugelmugel. Exterritorial.“ Die „Republik“ gab etwa 600 Pässe aus.
Lipburgers Sohn Nikolaus trägt die Arbeit weiter. Im Frühjahr 2016 wurde ein Symposium innerhalb Kugelmugel einberufen, und dabei geplant, den Ort wieder verstärkt als Raum für künstlerische Ausstellungen zur Verfügung zu stellen. Seither gibt es (Stand 2018) regelmäßige Kunstveranstaltungen.

## Hintergrund
„[…] die Republik Kugelmugel hat de facto einen eigenen Mittelpunkt, völlig unabhängig vom Erdkugelmittelpunkt, somit hat jede Kugelmugel-Sache eine eigengesetzliche selbständige Form, frei von Bindung und rechtskräftiger Anerkennung […]. Kugelmugel ist kein Staat im Sinne des Völkerrechts, vor allem verneinten in- und ausländische Experten ein Staatsvolk von Kugelmugel‚ da es an einem Gemeinschaftsleben fehlt und auch keinen auf Dauer geeigneten Lebensraum bietet, mit der Schaffung der künstlichen Kugel, ‚SPHÄRA2000‘, sei keine neue Erdoberfläche gewonnen, aber auch keine alte vermindert worden […].“

„[…] Vollends ins Wanken gebracht wurde der Kunstbegriff durch den akademischen Maler Edwin Lipburger. Er errichtete in Katzelsdorf ohne Baubewilligung ein Kugelhaus und rief den Staat Kugelmugel aus. Die künstlerische Aussage des Lipburger'schen Gesamtkunstwerkes Kugelmugel, bestehend aus Kugelhaus samt Schranken, Wachhäuschen und Ortstafeln sowie aus dem schriftlichen Auftreten Lipburgers als Bürgermeister einer Phantasiegemeinde oder als Organ eines erfundenen Staatsgebildes mit eigenen Briefmarken usw. liegt darin, dass gegen Borniertheit, Engstirnigkeit, irrationale Machtstrukturen, unverhältnismäßige Autoritätsentfaltung und Verbote um der Verbote willen Stellung genommen wird. Die echte Behörde wird dadurch entzaubert, da der gegen sie auftretende Künstler sich ebenfalls Behördencharakter zulegt und so die Absurdität und Unmenschlichkeit der Entfaltung behördlicher Macht auch dort, wo dies nicht rational begründet ist, bloßlegt. Seine Aktivitäten bringen immer wieder ein Warum nicht? zum Ausdruck: Warum nicht ein Kugelhaus statt eines normalen Hauses bauen? Warum nicht annehmen, dass dieses hölzerne Kugelhaus mit nur kleiner Standfläche kein eine Baubewilligung erforderndes Gebäude, sondern ein symbolträchtiges Kunstwerk ist? Warum nicht als besonders legitimierter Amtsträger auftreten, wenn dies die Gegner der geistigen Auseinandersetzung tun könnten? Der Künstler provoziert mit diesem Verhalten die (oft allerdings unvermeidliche) Anwendung von – von ihm für unflexibel und daher inhuman gehaltenen – Gesetzen, was ihn in die Lage versetzt, das unbefriedigende Ergebnis in der Realität demonstrieren zu können (damit gelingt ihm die Überwindung der Gefahr der Musealisierung seines Kunstwerks!). Die Strafjustiz, die Lipburger wegen Amtsanmaßung durch Aufstellen von Ortstafeln verfolgt hat, hat nolens volens ihre Rolle in diesem Gesamtkunstwerk gespielt. […]“

## Reaktivierung
Im August 2022 wurde bekannt, dass die Unternehmerin Linda Treiber beauftragt wurde, Kugelmugel zu reaktivieren. Laut Medienbericht sollte die „Republik“ ab Frühling 2023 wieder der Öffentlichkeit zugänglich gemacht werden.
Am 9. September 2023 wurde Linda Treiber als „Staatspräsidentin“ vereidigt und mit der Führung der Amtsgeschäfte betraut.
Am 1. Juni 2024 wurde die „Grenze“ nach Österreich erstmals seit vielen Jahren wieder geöffnet.
Linda Treiber ist mit Stand September 2024 neue Staatspräsidentin. Sie hat mit Nikolaus Lipburger, dem Sohn des Errichters, das Bauwerk ab Herbst 2022 generalsaniert. Die Finanzierung erfolgte ausschließlich aus privaten Mitteln. Seit September 2024 ist es wieder möglich, die universelle Staatsbürgerschaft zu beantragen. Das Antragsformular befindet sich auf der Homepage.